# Анфімов Олег Георгійович
Олег Георгійович Анфімов (19 лютого 1937, місто Шахти, тепер Ростовської області, Російська Федерація — 9 липня 2019, місто Москва, Російська Федерація) — радянський державний і комуністичний діяч, секретар ЦК КП Латвії, міністр електротехнічної промисловості та приладобудування СРСР. Депутат Верховної Ради Латвійської РСР 11-го скликання. Депутат Верховної Ради СРСР 11-го скликання в 1986—1989 роках.

## Життєпис
Народився в родині службовця.
У 1952—1956 роках — учень Новочеркаського електромеханічного технікуму Ростовської області.
У 1956 році працював слюсарем Ризького електромашинобудівного заводу.
У 1956—1959 роках — служба на Військово-морському флоті СРСР. Член КПРС з 1959 року.
У 1959—1964 роках — слюсар, майстер, старший майстер, заступник начальника цеху Ризького електромашинобудівного заводу.
У 1964—1967 роках — заступник голови заводського комітету профспілок, у 1967—1972 роках — голова заводського комітету профспілок Ризького електромашинобудівного заводу.
Закінчив Ризький політехнічний інститут без відриву від виробництва.
У 1972—1978 роках — заступник директора Ризького електромашинобудівного заводу з економічних питань.
Закінчив заочно Ленінградський інженерно-економічний інститут імені Тольятті.
У 1978—1980 роках — директор Ризького дослідного заводу засобів механізації Міністерства електротехнічної промисловості СРСР.
У 1980—1981 роках — директор Ризького електромашинобудівного заводу. У 1981—1983 роках — генеральний директор виробничого об'єднання «Ризький електромашинобудівний завод».
10 лютого 1983 — грудень 1985 року — 2-й секретар Ризького міського комітету КП Латвії.
5 грудня 1985 — 3 вересня 1986 року — секретар ЦК КП Латвії.
18 липня 1986 — 27 червня 1989 року — міністр електротехнічної промисловості СРСР.
17 липня 1989 — 28 серпня 1991 року — міністр електротехнічної промисловості та приладобудування СРСР. 28 серпня — 26 листопада 1991 року — в.о. міністра електротехнічної промисловості та приладобудування СРСР.
З листопада 1991 року — на пенсії. Помер 9 липня 2019 року.

## Нагороди
- орден Жовтневої Революції
- орден Трудового Червоного Прапора
- орден Дружби народів
- медалі